# Enzo Ide
Pas d'image ? Cliquez ici
Enzo Ide, né le 22 juin 1991 à Tielt, est un pilote automobile belge qui a piloté notamment  en GT4 European Series, en Championnat d'Europe FIA GT3 et en Blancpain GT Series.

## Biographie
Après des débuts en karting, il évolue en 2010 dans plusieurs championnat avec le Championnat de France FFSA GT, le Belcar Endurance Championship, le GT4 European Series et le Championnat d'Europe FIA GT3.
L'année suivante, il pilote dans le Championnat du monde FIA GT1 et termine à la 14e place au championnat. Il termine troisième des 24 Heures de Zolder.
En 2012, il rejoint les FIA GT Series où il finit 16e, tout en pilotant en Blancpain Endurance Series, engagement qu'il poursuit l'année suivante. Il participe ainsi aux 24 Heures de Spa.
En 2014, il s'oriente vers les Blancpain Sprint Series et est sacré champion lors de la saison 2016.

## Palmarès
- Blancpain Sprint Series
  - Champion en 2016